# Красносёлка (Крыжопольский район)
Красносёлка (укр. Красносілка) — село на Украине, находится в Крыжопольском районе Винницкой области.
Код КОАТУУ — 0521984201. Население по переписи 2001 года составляет 564 человека. Почтовый индекс — 24625. Телефонный код — 4340.
Занимает площадь 13,85 км².

## Адрес местного совета
24625, Винницкая область, Крыжопольский р-н, с. Красносёлка, ул. Октябрьская, 1а, тел. 2-63-42; 2-63-31